# Гварньери, Джанфранческо
Джанфранче́ско Зигфри́до Бенеде́тто Гварнье́ри (, итал. Gianfrancesco Sigfrido Benedetto Guarnieri; 6 августа 1934, Милан, Италия — 22 июля 2006, Сан-Паулу, Бразилия) — бразильский режиссёр, актёр и драматург итальянского происхождения.

## Биография

### Детство и юность
Джанфранческо Гварньери родился в семье дирижёра Эдоардо Гварньери и арфистки Эльзы Мартиненги. Когда ему было три года, семья переехала из фашистской Италии в Бразилию. До переезда в 1953 году в Сан-Паулу он вместе с семьёй жил в пригороде Рио-де-Жанейро, где, по его словам, на его будущее творческое развитие оказала большое влияние его девушка Маргарида. 

### Карьера
Джанфранческо Гварньери — автор пьесы «Eles Não Usam Black-Tie» («Они не носят смокингов») поставленной в 1958 году на сцене «Teatro de Arena». Пьеса стала первой в Бразилии продержавшейся в репертуаре более года. Успешная экранизация этой пьесы в 1981 г., главные роли в которой исполнили он сам и Фернанда Монтенегру, укрепила значимость этой социальной драмы. Режиссёр Леон Хирцман получил специальное гран-при жюри, премию ФИПРЕССИ на венецианском кинофестивале в 1982 г. за свою работу над этим фильмом. Гварньери был автором более 20 пьес, в том числе и музыкальных. Также Джанфранческо Гварньери активно снимался на телевидении, писал сценарии для телепередач и снимался в кинофильмах, принял участие более чем в 40 телевизионных проектах, снялся более чем в 10 кинофильмах. В России стал известен после выхода сериала «Новая жертва», где Гварньери сыграл Элизеу.
Автор либретто к опере бразильского композитора Камаргу Гуарньери «Одинокий» (Um Homem Só, 1960; премьера в Городском театре Рио-де-Жанейро, 1962)

### Личная жизнь и последние годы
Он был дважды женат: с 1958 г. по 1965 г. на журналистке Сесилии Томпсон, а с 1965 г. и до своей смерти — на социологе Вании Сантанне. От первого брака родилось двое детей — Паулу и Флавиу Гварньери, продолжившие дело отца и ставшие актёрами. От второго брака родилось трое детей — Клаудиу, Фернанду и Мариана.
В последние годы жизни Джанфранческо Гварньери страдал почечной недостаточностью. В течение 5 лет врачи применяли ему гемодиализ. Последней работой актёра стала роль Пеппе в телесериале «Белиссима». После съёмок одной из последних сцен телесериала, 2 июня 2006 года он почувствовал себя плохо и был доставлен в Сирийско-Ливанский госпиталь г. Сан-Паулу.
Умер 22 июля 2006 года от хронической почечной недостаточности, спустя четыре дня после смерти другого известного бразильского актёра — Раула Кортеса.

## Избранная фильмография

### Телевидение
- 2005 — Белиссима — Пеппе
- 2004 — Метаморфозы — доктор Эужениу
- 2002 — «Земля любви, земля надежды» — Пеллегрини
- 2000 — Перекрёстки — Поликарпу
- 1998 — Земля любви — Жулио Сплендоре
- 2003 — Синие вершины — доктор Гросс
- 1998 — Meu pé de laranja lima — Маноэл
- 1996 — Причина жить— Алсидес
- 1995 — Новая жертва — Элизеу
- 1994 — Случай в Антаресе — Пудим ди Кашаса
- 1994 — Моя родина
- 1993 — Минная карта — Висенте Роша
- 1992 — Мятежные годы — доктор Салвиану
- 1990 — Королева металлолома — Салданья
- 1989 — Что я за король? — король Петрус II
- 1987 — Мандала — Тулиу Силвейра
- 1988 — Элена — Вальтер Скотт
- 1986 — Надувательство— Жерониму Машаду
- 1984 — Дорожка в тропиках  — Жамил
- 1983 — Вкус мёда — Педру
- 1982 — Летнее солнце — Каэтану
- 1981 — Ирония судьбы — Маноэл Виейра ди Соуза
- 1978 — Колесо огня
- 1977 — Их было шестеро — Жулиу
- 1974 — Невиновные — Шику
- 1973 — Женщины из песка — Тонью-лунатик
- 1972 — Camomila e bem-me-quer — Олегариу
- 1972 — Знак надежды — Эмилиу
- 1971 — Наша дочь Габриэла — Жулиану
- 1970 — O meu pé de laranja lima — Ариовалду
- 1969 — Десять жизней — Томас Антониу Гонзага
- 1968 — Странные — Бернарду
- 1968 — Стена — Леонел
- 1968 — Третий грех — профессор Алешандри
- 1967 — Назначенный час — Андре
- 1967 — Время и ветер — падре Алонсу

### Кино
- 1998 — Счета Лижии
- 1995 — Четвёрка
- 1990 — Поцелуй 2348/72
- 1983 — Следующая жертва
- 1981 — Они не носят чёрные галстуки
- 1980 — Аса Бранка, бразильская мечта
- 1980 — Гайжин — пути свободы
- 1978 — Провинциальный дневник
- 1976 — Ирония жизни
- 1958 — Великий момент

## Премии
- 1965 — премия «Канданго» бразильского кинофестиваля — лучший сценарий (фильм «Время и случай Августу Матрага»)
- 1979 — золотой «Кикито» на фестивале в Грамадо — лучший актёр второго плана (фильм «Провинциальный дневник»)
- 1974 — премия «APCA trophy» — лучший телевизионный актёр (сериал «Женщины из песка»)
- 1982 — премия «APCA trophy» — лучший актёр (фильм «Они не носят чёрные галстуки»)